# جيمس راندولف ريد
جيمس راندولف ريد (بالإنجليزية: James Randolph Reid)‏ هو محامي وسياسي أمريكي، ولد في 11 أغسطس 1750، وتوفي في 25 يناير 1789.